# Valencin
Valencin é uma comuna francesa na região administrativa de Auvérnia-Ródano-Alpes, no departamento de Isère. Estende-se por uma área de 9,63 km². Em 2010 a comuna tinha 2 842 habitantes (densidade: 295,1 hab./km²).